# Anrosey
Anrosey is een gemeente in het Franse departement Haute-Marne (regio Grand Est) en telt 131 inwoners (2020). De plaats maakt deel uit van het arrondissement Langres.

## Geografie
De oppervlakte van Anrosey bedraagt 10,9 km², de bevolkingsdichtheid is 14,8 inwoners per km².
De onderstaande kaart toont de ligging van Anrosey met de belangrijkste infrastructuur en aangrenzende gemeenten.

## Demografie
Onderstaande figuur toont het verloop van het inwonertal (bron: INSEE-tellingen).